# Karolinska Intézet
A Karolinska Intézet (vagy Karolinska Egyetem, a régebbi szövegekben a Svéd Királyi Orvostudományi Egyetem; svédül: 'Karolinska Institutet', röviden - KI) Európa egyik legnagyobb, legrangosabb orvosi egyeteme Stockholm Solna és Huddinge negyedében. A Karolinska Intézet a svéd orvosi kutatások 40%-át teszi ki a felsőoktatásban, a világ egyik legjobb orvosi kutatóközpontjának tekinthető. A KI-n működik a Karolinska Egyetemi kórház (Karolinska Universitetssjukhuset) is, amely Solna és Huddinge nagy kórháza.
A Nobel Közgyűlés a Karolinska Intézet 50 professzorából áll, ők ítélik oda évente a fiziológiai és orvostudományi Nobel-díjat.

## Története
Az Intézetet 1810-ben XIII. Károly svéd király a katonaorvosok képzésének javítására alapította, mivel az Oroszországgal vivott 1808–1809-es finn háborúban a sebesült katonák harmada a tábori kórházakban meghalt. Először a Kongl. Carolinska medico-chirurgiska institutet nevet kapta. Egyik alapítója a vegyész Jöns Jakob Berzelius volt. 1861-ben az Intézet egyetemi rangot kapott. Alfred Nobel a végrendeletében meghagyta, hogy a Karolinska Intézet jelölje ki a róla elnevezett Nobel-díj győztesét az orvostudomány vagy a fiziológia legjobbjai közül. Azóta a Karolinska Intézet összesen öt kutatója kapta meg a Nobel-díjat. A 20. században több intézményt és egyetemet a Karolinska Intézethez csatoltak, így jelenleg mintegy 6000 diákja és 3000 doktorandusz hallgatója van. Amellett, hogy a hangsúly a legmagasabb szintű kutatáson van, az Intézet mindig is elvárta a gyakorlati képzés magas színvonalát, ezért kezdettől fogva a Svéd Egészség és Sportiskolával együttműködik, majd 1959-ben a  Stockholmi Gyógytorna Intézetet, majd 1998-ban a Stockholmi Egészségtudományi Egyetemet a KI-be integrálták. Az egyetem színvonalas nemzetközi szakfolyóiratot ad ki.

## Híres Karolinska-személyiségek

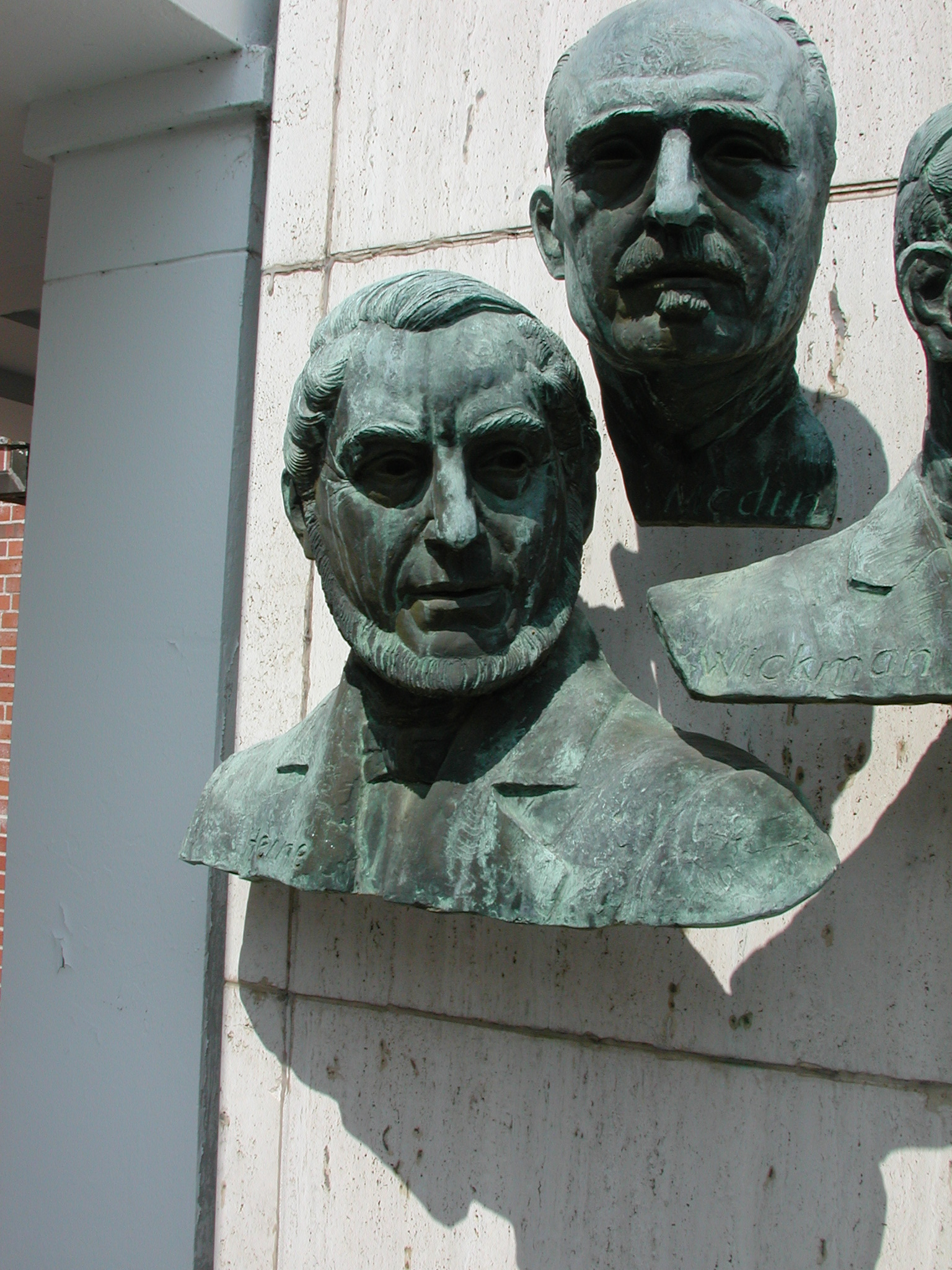
A járványos gyermekbénulás kutatói, Jakob Heine és Karl Oskar Medin büsztje Warm Springsben

- Jöns Jakob Berzelius (1779–1848) professzor, „a modern kémia atyja”, a cérium és a szelén felfedezője, a szilícium, tórium, a titán és a cirkónium első előállítója.
- Carl Gustav Mosander (1797–1858) Berzelius tanítványa és 1836-tól követője,  a lantán, az erbium és a terbium felfedezője
- Karl Oskar Medin (1847–1927) gyermekorvos, a járványos gyermekbénulás kutatója, szociálpolitikus (1883–1914 között professzor)
- Patrik Haglund (1870–1937) ortopédus
- Ivar Wickman (1872–1914) gyermekorvos, a neurológia docense, Schüler Medin tanítványa, paralíziskutató
- Göran Liljestrand (1886–1968) fiziológus és farmakológus
- Rolf Sievert (1896–1966) fizikus, a sievert mértékegység névadója
- Ragnar Granit (1900–1991) fiziológiai és orvostudományi Nobel-díjas, 1967
- Hugo Theorell (1903–1982) fiziológiai és orvostudományi Nobel-díjas, 1955
- Ulf von Euler (1905–1983) fiziológiai és orvostudományi Nobel-díjas, 1970
- Lars Leksell (1907–1986) fizikus, a radiosebészet és a gammakés feltalálója, a svéd tudományos akadémia tagja
- Sune Bergström (1916–2004) fiziológiai és orvostudományi Nobel-díjas, 1982 (Bengt Ingemar Samuelssonnal és John Robert Vane-nel közösen)
- Pehr Edman (1916–1977) vegyész
- Per-Olof Åstrand (1922–2015) fiziológus
- Lore Zech (1923–2013) humángenetikus, a kinakrin- vagy Q-kötésmódszer (kromoszóma) kifejlesztője
- Torsten Wiesel (* 1924) fiziológiai és orvostudományi Nobel-díjas,1981
- Bengt Samuelsson (* 1934) fiziológiai és orvostudományi Nobel-díjas, 1982 (Sune Bergströmmel és John Robert Vane-nel közösen)
- Hans Gösta Rosling (1948–2017) statisztikus és orvos, a svéd Orvosok Határok Nélkül alapító tagja

## Fordítás
- Ez a szócikk részben vagy egészben  a   Karolinska-Institut című német Wikipédia-szócikk ezen változatának fordításán alapul.  Az eredeti cikk szerkesztőit annak laptörténete sorolja fel. Ez a jelzés csupán a megfogalmazás eredetét és a szerzői jogokat jelzi, nem szolgál a cikkben szereplő információk forrásmegjelöléseként.